# Berini

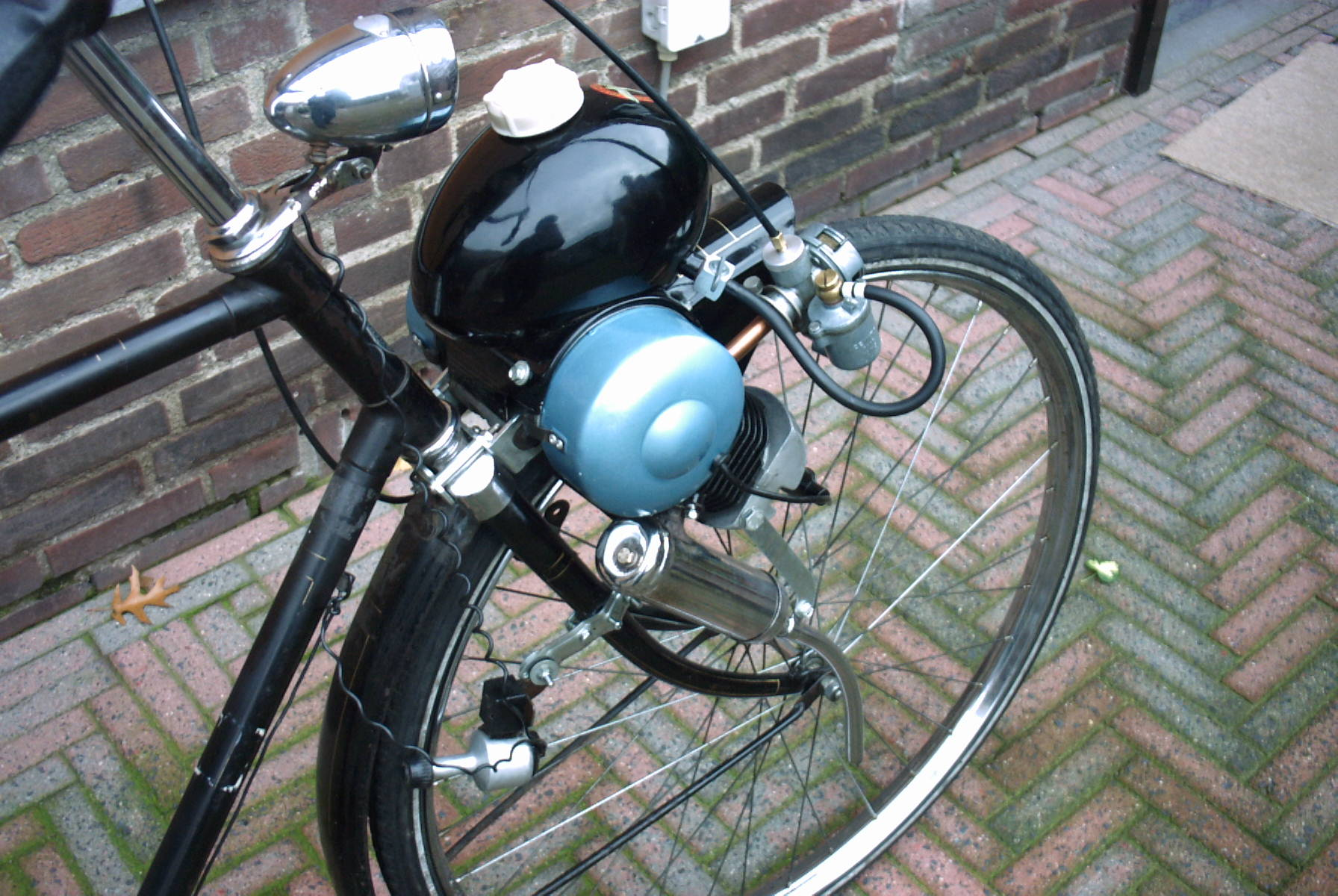
Berinimotor

Berini var en påhängsmotor till cykel som tillverkades av Pluvier-NV Motorenfabrik i Rotterdam, Nederländerna på 1950-talet. På samma fabrik licenstillverkades även den populära Cyclemastermotorn som ersatte bakhjulet. När mopeden körkortsbefriades i Sverige 1952 blev Berini populär som den billigaste motorn på marknaden. Denna liksom andra påhängsmotorer som drev direkt på däcket fick snart dåligt rykte på grund av högt däckslitage och slirproblem i snömodd, så efter ett par år såldes knappt några påhängsmotorer för cyklar mer i Sverige, medan mopeder som från början konstruerats med motor såldes i hundratusental. Berini kom med en hel moped 1955, men det är osäkert om den alls såldes i Sverige. 1964 gick bolaget i konkurs och tillverkningen upphörde, men motorn har licenstillverkats i Korea på 1980-talet. Märket återupplivades 1999 som namn på kinatillverkade 50cc skotrar.